# Villahermosa del Campo
Villahermosa del Campo è un comune spagnolo di 75 abitanti situato nella comunità autonoma dell'Aragona.